# 융창
융창(隆昌, 494년 1월 ~ 7월)은 남제(南齊) 폐제(廢帝) 울림왕(鬱林王) 소소업(蕭昭業)의 연호이다. 7개월 동안 사용하였다. 494년 7월, 황제에 폐위 되자마자 살해되면서, 융창 연호가 중지되었다.

## 개원
- 영명(永明) 12년 1월 1일[1](494년 1월 23일)에 연호를 융창(隆昌)으로 개원함.[2][3][4][5]

- 융창(隆昌) 원년 7월 25일[6](494년 9월 10일)에 연호를 연흥(延興)으로 개원함.[7][3][4][5]

## 연대 대조표
| 융창        | 원년            |
| 서기        | 494년           |
| 간지        | 갑술(甲戌)      |
| 북위 (北魏) | 태화(太和) 18년 |

## 동시대 연호

### 중국
북위(北魏)
- 태화(太和) (477년 ~ 500년)

고창국(高昌國)
- 건초(建初) (489년 ~ 496년)

### 몽골
유연(柔然)
- 태안(太安) (492년 ~ 505년)

## 같이 보기
- 중국의 연호 목록